# Pinot simple flic
Pinot simple flic je francouzský hraný film z roku 1984, který režíroval Gérard Jugnot podle vlastního scénáře. Snímek měl světovou premiéru 6. června 1984.

## Děj
Robert Pinot dělá pochůzkáře ve 13. pařížském obvodu. Jednoho dne vyslýchá mladou narkomanku a kapsářku, která si říká Marie-Lou. Když zjistí, že pochází z Nanteuil, stejné vesnice jako on, cítí s mladou dívkou soucit a rozhodne se ji vzít pod ochranu, aby ji zbavil vlivu Tonyho, nebezpečného drogového dealera, do kterého je zamilovaná.

## Obsazení
| Gérard Jugnot         | Robert Pinot                         |
| Fanny Bastien         | Josyane Krawczyk / Marylou           |
| Patrick Fierry        | Tony                                 |
| Pierre Mondy          | Rochu                                |
| Jean-Claude Brialy    | Morcy                                |
| Jean Rougerie         | Vaudreuil                            |
| Gérard Loussine       | Blanchard                            |
| Claire Magnin         | Craquette                            |
| Jean-Claude Islert    | Grimaldi                             |
| Dane Porret           | Ferrand                              |
| Alain Doutey          | Jeoffroy                             |
| Pascal Légitimus      | Tom                                  |
| Carole Jacquinot      | Ziton                                |
| Sim                   | fotograf Vénus                       |
| Christophe Clark      | Cricri                               |
| Brigitte Verbecq      | Brigitte                             |
| Pierre Frag           | Bertrand, majitel sex shopu          |
| Jean-Claude Bouillaud | policista v autobusu                 |
| Philippe Klébert      | darebák                              |
| Didier Kaminka        | bezdomovec                           |
| Patrice Leconte       | muž s brýlemi v metru                |
| Charles Nemes         | opilec                               |
| Jean-Marie Poiré      | muž s walkmanem v metru              |
| Marc Vallée           | policejní inspektor                  |
| Philippe Galland      | muž v podniku Solex                  |
| Arièle Semenoff       | dcera zesnulé ženy                   |
| Michel Caccia         | muž v márnici                        |
| Jean-Pierre Clami     | policista                            |
| Yves Jouffroy         | lékař na policejní prefektuře        |
| Guy Laporte           | majitel kavárny                      |
| Patrick Massieu       | majitel bowlingového baru            |
| Perrette Souplex      | vydavatelka pornografického časopisu |
| Mahmoud Zemmouri      | velvyslanec                          |
| Jacques Genet         | pochůzkář                            |

## Ocenění
- César: nejslibnější herečka (Fanny Bastien)